# Шопен, Фридерик
Фридери́к Франци́шек Шопе́н (пол. Fryderyk Franciszek Chopin, также Szopen, фр. Frédéric François Chopin; 1 марта1810, деревня Желязова-Воля, близ Варшавы, Варшавское герцогство  — 17 октября 1849, Париж, Франция) — польский композитор и пианист, творческая деятельность которого почти полностью посвящена фортепиано. Один из ведущих представителей западноевропейского музыкального романтизма, основоположник польской национальной композиторской школы. Творчество Шопена оказало значительное влияние на развитие музыкальной культуры Европы, он возродил на романтической основе такие музыкальные формы, как прелюдии, этюды и экспромты. Шопен написал два фортепианных концерта, три сонаты, четыре баллады, шестьдесят мазурок, шестнадцать полонезов, семнадцать вальсов, двадцать семь этюдов.

## Биография

### Происхождение и семья
Отец композитора — Николя Шопен (1771—1844), из простой семьи, во второй половине 1787 года переселился из Франции в Польшу и начал работать на табачной фабрике, принадлежавшей его соотечественнику. В 1795 году он становится учителем в семье Лончиньских, а с 1802 года воспитывал детей графа Скарбека в его имении Желязова-Воля.

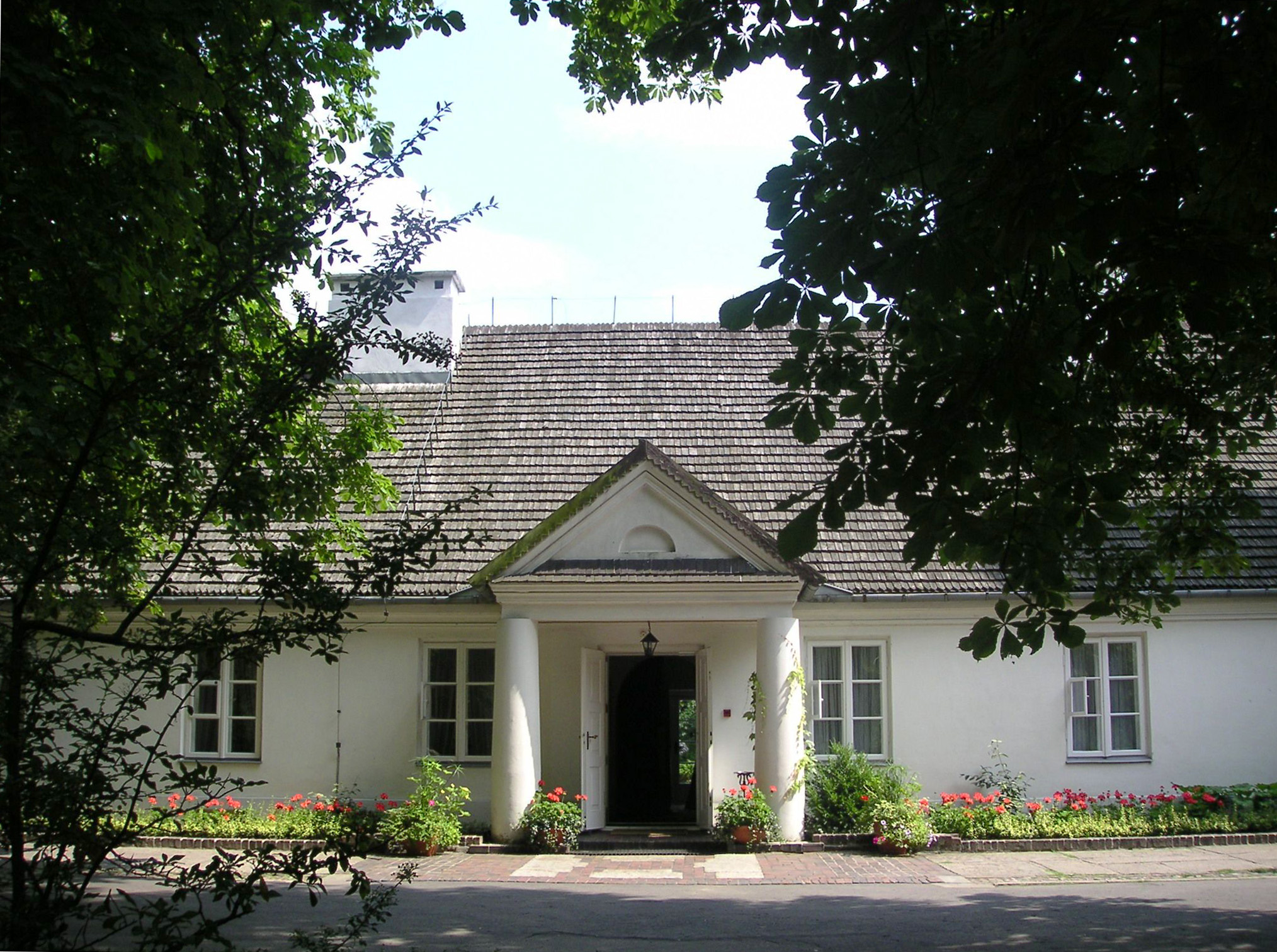
Дом в Желязовой-Воле, в котором родился Фридерик Шопен

В 1806 году Николя Шопен женился на дальней родственнице Скарбеков Текле Юстине Кшижановской (1782—1861), служившей у графов экономкой. Род Кшижановских (Кржижановских) герба Свинка ведёт своё происхождение с XIV века; его представители владели деревней Кшижаново около Косцяна. К роду Кшижановских принадлежал, в том числе, Владимир Кржижановски, племянник Юстины.
По сохранившимся свидетельствам, мать композитора получила хорошее образование, владела французским языком, была чрезвычайно музыкальна, хорошо играла на фортепиано, обладала красивым голосом. Своей матери Фридерик обязан первыми музыкальными впечатлениями, привитой с младенческих лет любовью к народным мелодиям.
Желязова-Воля, где родился Шопен, и Варшава, где он жил с 1810 до 1830, во время Наполеоновских войн до 1813 были на территории Варшавского Герцогства, вассального Наполеоновской Империи, а после 3 мая 1815 года, по итогам Венского конгресса — на территории Царства Польского (Królestwo Polskie), вассального Российской Империи.
Осенью 1810 года, спустя около семи месяцев после рождения сына, Николя Шопен переселился в Варшаву. В Варшавском лицее он, благодаря протекции Скарбеков, получил место после смерти преподавателя пана Маэ. Шопен был учителем французского и немецкого языков, а также французской литературы, содержал пансион для воспитанников лицея, который пользовался хорошей репутацией.
Интеллигентность и чуткость родителей спаяли всех членов семьи любовью и благотворно сказывались на развитии одарённых детей. Кроме Фридерика в семействе Шопенов было три сестры: старшая — Людвика, в замужестве Енджеевич, бывшая его особенно близким преданным другом, и младшие — Изабелла и Эмилия. Сёстры обладали разносторонними способностями, а рано умершая Эмилия — выдающимся литературным талантом.

### Детство
Существует анекдот о том, что ещё трёх лет от роду Шопена застали ночью за роялем, на котором он подбирал танцевальную мелодию, которую Юстина играла для пансионеров днём, и пояснил при этом, что хочет подменять мать, если она устанет. Первой учительницей Шопена стала его старшая сестра Людвика, которая была очень музыкальна. Позднее в письме от ноября 1825 года Шопен хвалит сочинённую ею мазурку.

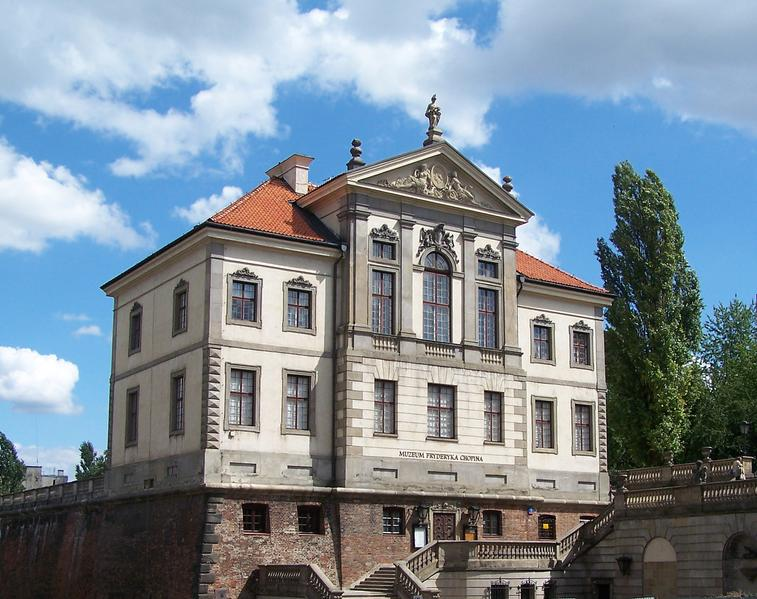
Дворец Острожских — место расположения варшавского музея Шопена

Молодого Шопена учили музыке, возлагая на него большие надежды. Пианист Войцех Живный (1756—1842), чех по происхождению, начал заниматься с 7-летним мальчиком. Живный считал себя представителем школы Баха, с которым Шопен, таким образом, познакомился в самом раннем возрасте и пронёс почтение к лейпцигскому кантору через всю жизнь. Также он играл произведения Моцарта, Гайдна, Бетховена, Гуммеля, Риса, Йировца и других современных пианистов. В возрасте восьми лет под конец февраля 1818 года Шопен впервые выступил на публике с концертом Йировца и с тех пор играл у друзей семьи и в аристократических салонах. Его сравнивают с Моцартом. В 1819 году певица Анджелика Каталани, восхищённая исполнением, дарит Шопену золотые часы с гравировкой.
Исполнительский талант мальчика развивался настолько быстро, что к двенадцати годам Шопен не уступал лучшим польским пианистам. Живный отказался от занятий с юным виртуозом, заявив, что ничему больше не может научить его.
Также Живный, будучи, как свойственно эпохе, хорошим импровизатором, начал и композиторское образование Шопена. Его первое изданное произведение, полонез g-moll (1817), вероятно, было записано и отредактировано Живным, потому что сам Шопен ещё не владел нотной грамотой. Также от того времени дошли полонез B-dur и «Военный марш», исполнявшийся в Варшаве на парадах. Вероятно, тому же времени принадлежит мазурка D-dur. Наиболее ранний (датированный автором 23 апреля 1821 года) сохранившийся автограф Шопена — полонез As-dur. Эти произведения стоят в общем ряду своей эпохи и оригинальными, присущими стилю Шопена, чертами, разумеется, не обладают.
После домашнего обучения, обусловленного хрупким здоровьем, Шопен в 1823—1826 годах обучается в Варшавском лицее, не интересуясь математикой и естественными науками, но проявляя интерес к истории литературы и истории Польши. Историю Польши он по вечерам «рассказывал» при помощи рояля.

### Юность
С двенадцати лет (1822) Шопен начал свои частные теоретические занятия у композитора Юзефа Эльснера, друга семьи Шопенов. В 1826 году Шопен перешёл к Эльснеру в Высшую школу музыки. Эльснер характеризовал его словами «Музыкальный гений» и не ограничивал какими-либо правилами или методами. В своём учебном курсе Эльснер опирался на материал польской народной песни.
Среди школьных друзей Шопена — Титус Войцеховский, Юлиан Фонтана, Игнаций Добжиньский, Томаш Нидецкий, А. Орловский, Ю. Новаковский, А. Рембелиньский и другие польские музыканты и композиторы. С пианистом Рембелиньским Шопен импровизирует на двух роялях. В сочинениях для оркестра и хора Шопен нередко уступает другим ученикам, но главенство его пианистического искусства неоспоримо.
Поездки в Берлин, Дрезден, Прагу, где он побывал на концертах выдающихся музыкантов, усердно посещал оперные театры и картинные галереи, способствовали его дальнейшему развитию.

### Зрелые годы. За границей

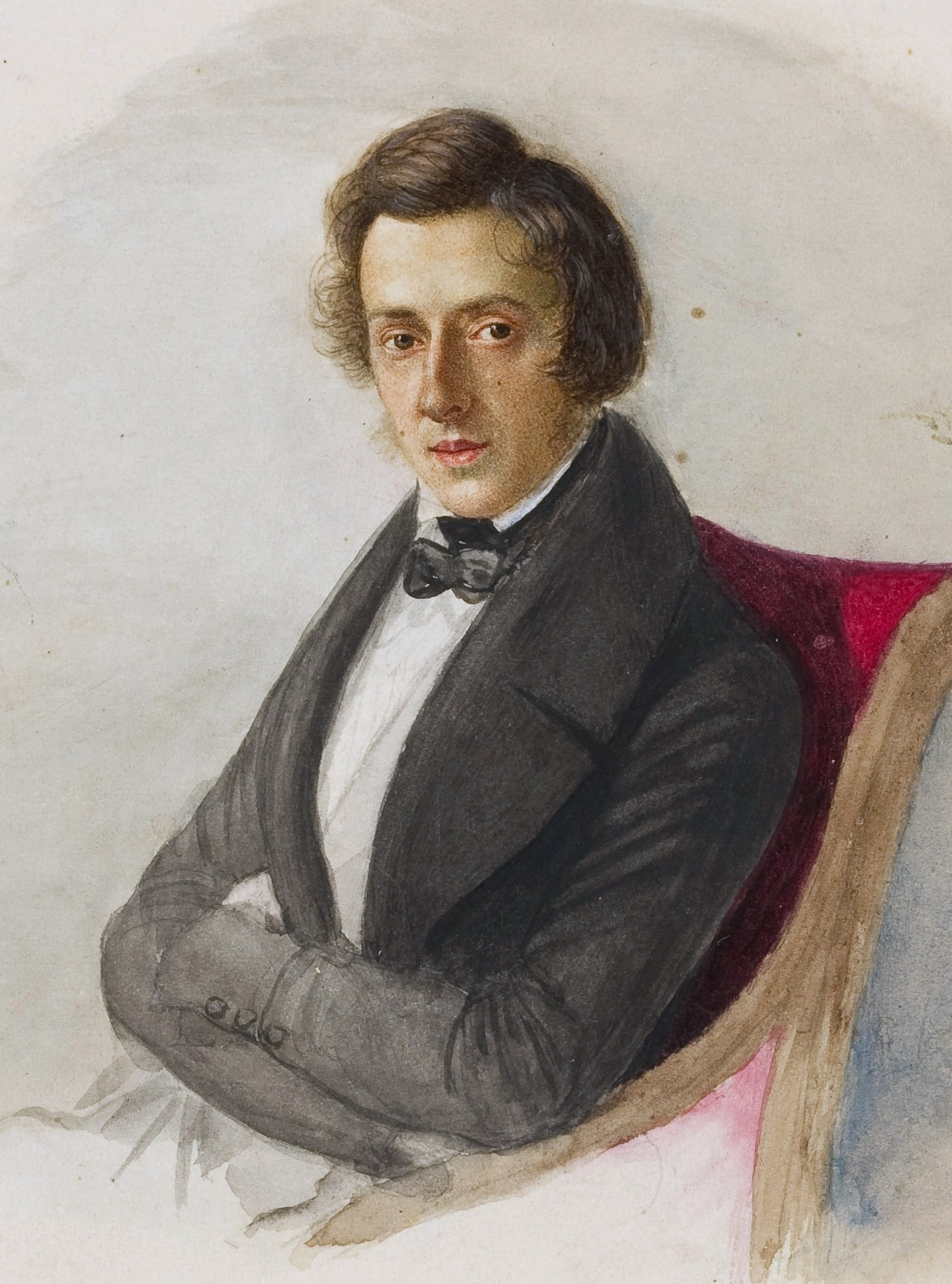
Портрет Фридерика Шопена в 25 лет. Мария Водзинская, 1835

С 1829 года начинается артистическая деятельность Шопена. Он предпринял гастрольную поездку в Австрию с посещением Вены и Лейпцига. Пресса писала о Шопене как о талантливом виртуозе и блестящем композиторе. В одной из рецензий Шопен был назван «новой северной звездой», а в другой — «ярким метеором на музыкальном горизонте». Возвратившись в Варшаву, он её покинул навсегда 5 ноября 1830 года. Эта разлука с родиной стала причиной его постоянной скрытой скорби. В 1830 году прибыла весть о вспыхнувшем восстании за независимость в Польше. Шопен мечтал вернуться на родину и принять участие в боях. Сборы закончены, но по дороге в Польшу его застала страшная весть: восстание подавлено, руководителя взяли в плен. Проехав Дрезден, Вену, Мюнхен, Штутгарт, он в 1831 году приехал в Париж. В пути Шопен написал дневник (так называемый «Штутгартский дневник»), отражающий его душевное состояние во время пребывания в Штутгарте, где его охватывало отчаяние из-за краха Польского восстания. Шопен глубоко верил в то, что его музыка поможет родному народу добиться победы. «Будет Польша блестящая, могучая, независимая!» — так он написал в своем дневнике. В этот период Шопен пишет свой знаменитый «Революционный этюд».
Первый концерт Шопен дал в Париже в 22 года. Успех был полный. В концертах Шопен выступал редко, но в салонах польской колонии и французской аристократии слава Шопена росла чрезвычайно быстро, Шопен приобрёл множество преданных поклонников, как в артистических кругах, так и в обществе. Высоко оценил пианизм Шопена Калькбреннер, предложивший тем не менее ему свои уроки. Впрочем, эти уроки быстро прекратились, но дружба между двумя великими пианистами продолжалась много лет. В Париже Шопен окружил себя молодыми талантливыми людьми, которые разделяли с ним преданную любовь к искусству. В его окружение входили пианист Фердинанд Гиллер, виолончелист Франкомм, гобоист Бродт, флейтист Тюлон, пианист Стамати, виолончелист Видаль, альтист Урбан. Также он поддерживал знакомство с крупнейшими европейскими композиторами своего времени, среди которых были Мендельсон, Беллини, Лист, Берлиоз, Шуман.
Со временем Шопен сам начал вести преподавательскую деятельность; любовь к преподаванию фортепьянной игры была отличительной чертой Шопена, одного из немногих великих артистов, которые посвятили этому много времени и сил.
В 1837 году Шопен почувствовал первый приступ болезни лёгких, которая, с наибольшей вероятностью, была туберкулёзом. В том же году он познакомился с писательницей Жорж Санд, с которой у него начался роман. Имея множество поклонников, она порвала все свои связи и целиком посвятила себя Шопену. Следуя совету врачей, большую часть времени они проводили в субтропиках,
однако Шопен с трудом переносил сезоны дождей, во время которых у него обострялся туберкулёз. Во время проживания в монастыре на Мальорке у Шопена возникло меланхолическое состояние с тоской, мыслями о смерти, а также появились слуховые галлюцинации. Санд при этом заботилась о нём, чётко выполняла все предписания врачей. Многие произведения, в том числе 24 прелюдии, были созданы Шопеном на Мальорке. После возвращения во Францию он поселился в усадьбе Санд в Ноане, где его здоровье улучшилось, он окреп и много музицировал. Там же он создал свою знаменитую сонату си-минор, а также ноктюрны и мазурки.
В октябре 1839 года Шопен переехал в Париж, чтобы быть ближе к Жорж Санд. За время жизни в Париже он создал вторую и третью баллады, три полонеза, скерцо, ноктюрны. Десять лет жизни с Жорж Санд, полные нравственных испытаний, сильно подточили здоровье Шопена, а разрыв с ней в 1847 году помимо того, что вызвал у него значительный стресс, лишил его возможности отдыхать в Ноане. Желая покинуть Париж, чтобы сменить обстановку и расширить свой круг знакомств, Шопен в апреле 1848 года отправился в Лондон — концертировать и преподавать. Это оказалось последним его путешествием. Последний концерт на публике Фредерика Шопена состоялся 16 ноября 1848 года в Лондоне.

### Смерть и похороны

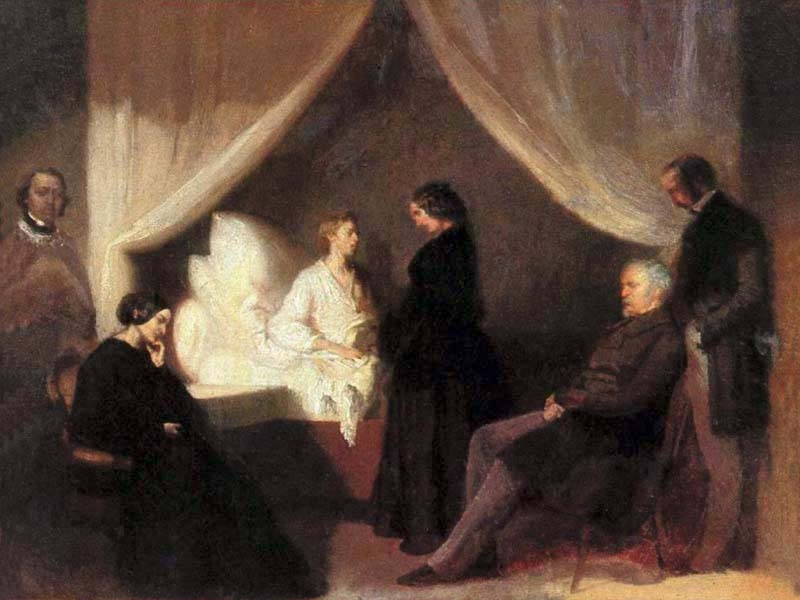
Теофиль Квятковский «Шопен на смертном одре» (1849)

В конце ноября 1848 года Шопен вернулся в Париж. Поскольку его здоровье продолжало ухудшаться, в июне 1849 года его сестра Людвика с мужем и дочерью приехала в Париж, чтобы быть рядом с ним. С сентября 1849 года Шопен жил в отеле Бодар де Сен-Жемс на Вандомской площади. 17 октября, после полуночи, врач наклонился над ним и спросил, сильно ли он страдает, на что Шопен ответил: «Больше нет». Композитор умер в тот же день за несколько минут до двух часов ночи в возрасте 39 лет.
Похороны были отложены почти на две недели до 30 октября и состоялись в церкви Мадлен в Париже. Вход на церемонию организовали только по билетам, так как ожидался большой наплыв желающих проститься с Шопеном. Более 3000 человек, прибывших на прощание из Лондона, Берлина и Вены, так и не смогли попасть на церемонию.
На похоронах был исполнен Реквием Моцарта; солистами были сопрано Жанна Анаис Кастель, меццо-сопрано — Полина Виардо, тенор — Алексис Дюпон и бас — Луиджи Лаблаш. Также были исполнены Прелюдии Шопена № 4 ми минор и № 6 си минор. Органистом был Альфред Лефебюр-Вели. Траурную процессию на кладбище Пер-Лашез возглавил князь Адам Ежи Чарторыйский. В число несущих гроб входили Эжен Делакруа, Огюст Франкомм и Камиль Плейель. На могиле прозвучал Траурный марш из Сонаты № 2 для фортепиано Шопена в исполнении Наполеона-Анри Ребера.

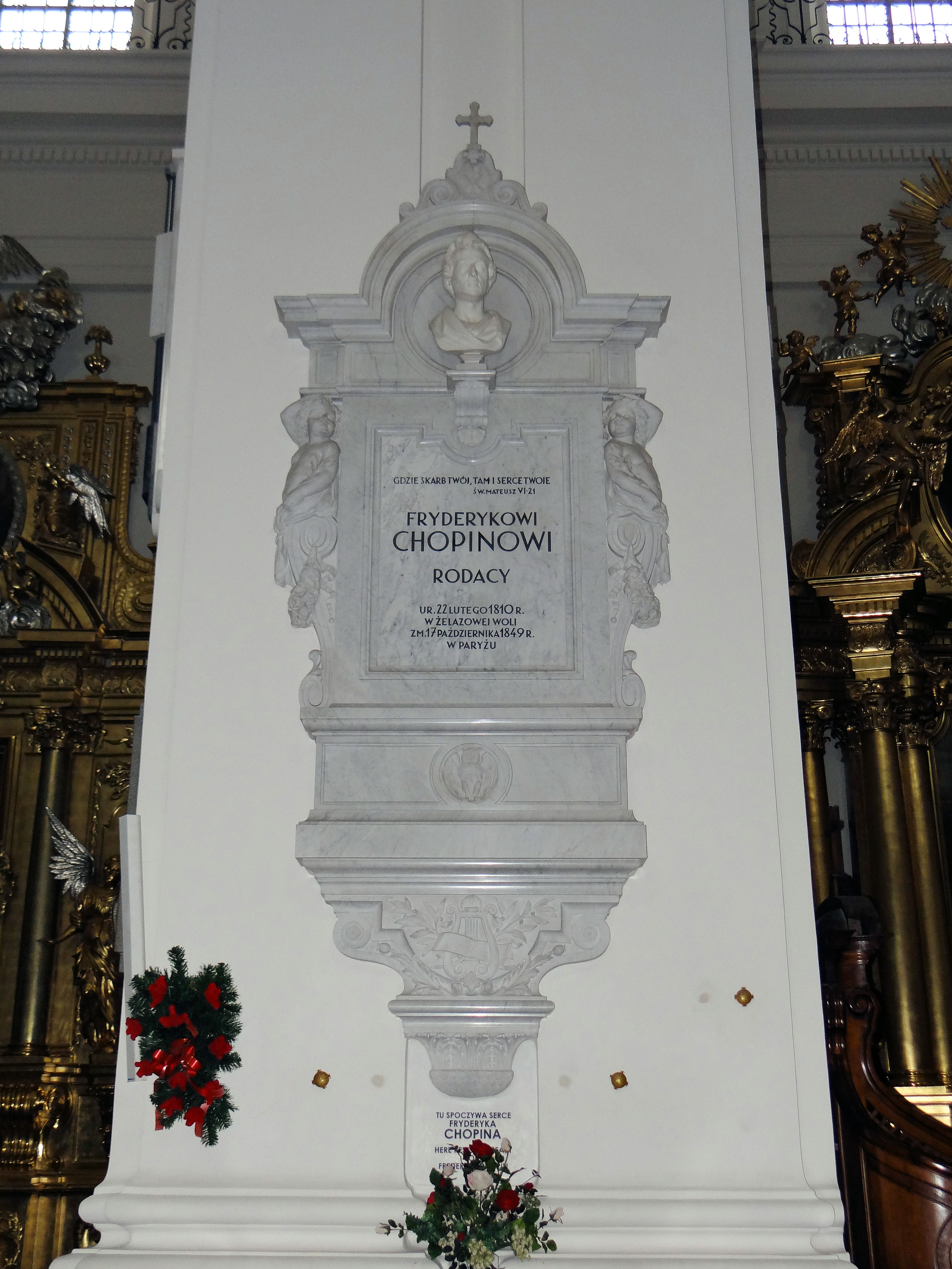
Захоронение сердца Шопена в костёле Святого Креста в Варшаве

Надгробие Шопена, изображающее музу Эвтерпу, плачущую над сломанной лирой, было спроектировано и вылеплено Огюстом Клезингер и установлено в годовщину его смерти в 1850 году. Расходы на создание монумента в размере 4500 франков были оплачены подругой Шопена Джейн Стирлинг, которая также оплатила возвращение в Варшаву сестры композитора Людвики. По просьбе Шопена Людвика забрала его сердце (которое было извлечено Жаном Крювелье и помещено в спиртовой раствор) обратно в Польшу в 1850 году. Урна с сердцем Шопена была помещена в одну из колонн костёла Святого Креста.
Болезнь Шопена и причина его смерти были темами дискуссий. Официальной причиной смерти, указанной в свидетельстве, является туберкулёз. В качестве других причин исследователями указывались муковисцидоз, цирроз печени и дефицит альфа-1-антитрипсина. Визуальное обследование сохранившегося сердца Шопена, проведенное в 2014 году и впервые опубликованное в журнале «The American Journal of Medicine» в 2017 году, показало, что вероятной причиной его смерти стал редкий случай перикардита, вызванный осложнениями хронического туберкулеза.

## Творчество

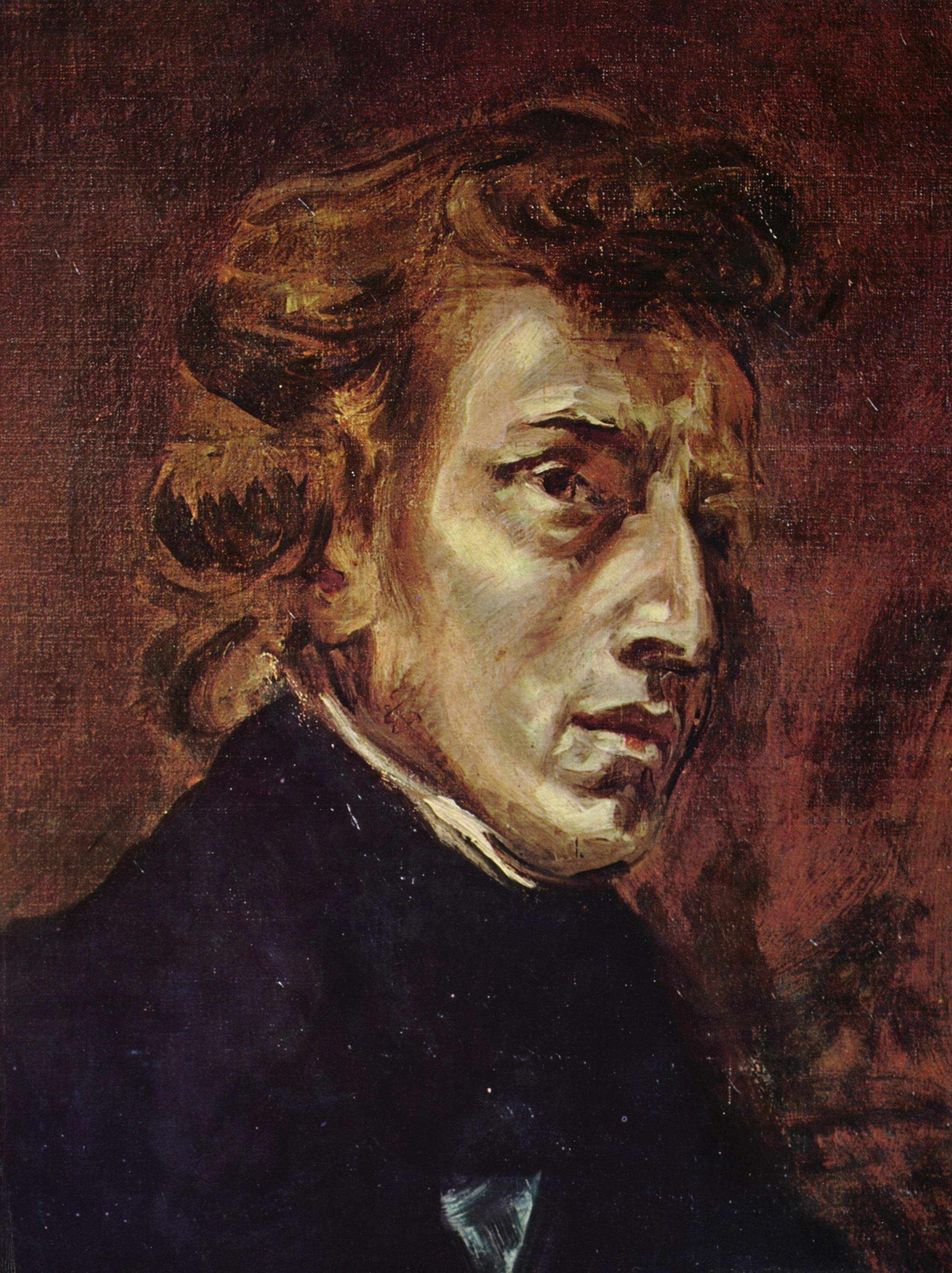
Портрет Шопена работы Эжена Делакруа, 1838

Как отмечал в Энциклопедическом словаре Брокгауза и Ефрона Н. Ф. Соловьёв,

«Музыка Шопена изобилует смелостью, изобразительностью и нигде не страдает причудливостью. Если после Бетховена явилась эпоха новизны стиля, то, разумеется, Шопен один из главных представителей этой новизны. Во всём, что писал Шопен, в его чудных музыкальных контурах виден великий музыкант-поэт. Это заметно в законченных типичных этюдах, мазурках, полонезах, ноктюрнах и проч., в которых через край льется вдохновение. Если в чём чувствуется известная рефлективность, так это в сонатах и концертах, но тем не менее и в них появляются удивительные страницы, как, например, похоронный марш в сонате op. 35, adagio во втором концерте. 

К лучшим произведениям Шопена, в которые он вложил столько души и музыкальной мысли, можно отнести этюды: в них он внес, помимо техники, составлявшей до Шопена главную и чуть ли не единственную цель, целый поэтический мир. Эти этюды дышат то юношеской порывистой свежестью, как, например, Ges-dur (соль-бемоль мажор), то драматическим выражением (f-moll, c-moll). В эти этюды он вложил мелодические и гармонические красоты перворазрядные. Всех этюдов не перечтешь, но венцом этой чудной группы является этюд cis-moll, достигавший, по своему глубокому содержанию, бетховенской высоты. Сколько мечтательности, грации, дивной музыки в его ноктюрнах! В фортепьянных балладах, форму которых можно отнести к изобретению Шопена, но в особенности в полонезах и мазурках Шопен является великим национальным художником, рисующим картины своей родины». 
Фридерик Шопен является автором многочисленных произведений. В основном он сочинял фортепианные произведения и написал лишь два концерта для симфонического оркестра. Он изменил многие жанры: возродил на романтической основе прелюдию, создал фортепианную балладу, поэтизировал и драматизировал танцы — мазурку, полонез, вальс; превратил скерцо в самостоятельное произведение. Шопен обогатил гармонию и фортепианную фактуру; сочетал классичность формы с мелодическим богатством и фантазией.
Среди сочинений Шопена есть 2 концерта (1829, 1830), 3 сонаты (1828—1844), фантазия (1842), 4 баллады (1835—1842), 4 скерцо (1832—1842), экспромты, ноктюрны, этюды, вальсы, мазурки, полонезы, прелюдии и другие произведения для фортепиано, также он написал несколько песен. Одним из самых известных его произведений является Фантазия-экспромт в до-диез миноре. В его фортепианном исполнении глубина и искренность чувств сочетались с изяществом, техническим совершенством.
В своих произведениях Шопен использовал польские жанры и фольклор. Например, он превратил мазурку, которая являлась польским народным танцем, из народного фольклора в профессиональное произведение.
Наиболее интимным, «автобиографическим» жанром в творчестве Шопена являются его вальсы. По мнению российского музыковеда Изабеллы Хитрик, связь между реальной жизнью Шопена и его вальсами исключительно тесна, и совокупность вальсов композитора может рассматриваться как своеобразный «лирический дневник» Шопена.
Шопен отличался выдержанностью и замкнутостью, поэтому его личность раскрывается только тем, кто хорошо знает его музыку. Многие знаменитые артисты и литераторы того времени преклонялись перед Шопеном: например Ференц Лист, Роберт Шуман, Феликс Мендельсон, Джакомо Мейербер, Игнац Мошелес, Гектор Берлиоз, Адольф Нурри, Генрих Гейне, Адам Мицкевич, Эжен Делакруа, Агатон Гиллер и многие другие. Шопен также сталкивался с профессиональной оппозицией своему творчеству. По преданию, один из его главных прижизненных конкурентов, Сигизмунд Тальберг, вышел на улицу после концерта Шопена громко закричал и на недоумение своего спутника ответил: весь вечер было одно piano, так что теперь нужно хоть немного forte (По свидетельствам современников Шопен совсем не мог играть форте, верхней границей его динамического диапазона было приблизительно меццо-форте).
В отличие от Ференца Листа, который в основном трактовал фортепиано как инструмент, способный воспроизвести грандиозное звучание оркестра, Шопен разрабатывал возможности свойственные лишь фортепианным тембрам.

## Музыкальные инструменты
В период жизни в Варшаве Фридерик Шопен играл и создавал музыку на рояле польского мастера Буххольца. Позже, во время жизни в Париже, он приобрел для себя инструмент от Плейеля, который Шопен оценил словами «нет ничего лучше!». Подружившись с композитором в Париже, Ференц Лист описывал звучание этого рояля Шопена как «союз хрусталя и воды». В своем доме в Лондоне Шопен хранил три инструмента, и об этом он писал в одном из своих писем: «У меня есть просторная гостиная с тремя роялями: Плейель, Бродвуд и Эрар».
В 2010 году созданная Полом Макналти копия рояля Плейеля шопеновского времени, оригинал которого находится в Парижском музее музыкальных инструментов и датируется 1830 годом, впервые прозвучала в столице Польши на концертах варшавского ансамбля Musicae Antiquae Collegium Varsoviense. В 2018 году реплика рояля Буххольца (подобного тому, который принадлежал когда-то семье Шопена), также созданная Полом Макналти, была впервые представлена публике в Театре Велки — Польской национальной опере и была использована в Первом международном конкурсе Шопена на исторических инструментах. В конкурсе участвовала и реплика рояля венского мастера Графа, а также восстановленные старинные рояли Плейеля, Эрара и Бродвуда.

## Произведения

### Для фортепиано с ансамблем или с оркестром
- Вариации на тему «Là ci darem la mano» из оперы «Дон Жуан» Моцарта Op. 2 B-dur (1827, версия с оркестром и для фортепиано соло)
- Трио для фортепиано, скрипки и виолончели Op. 8 g-moll (1829)
- Rondo a la Krakowiak Op. 14 (1828)
- «Большая фантазия на польские темы» Op. 13 (1829—1830)
- Концерт для фортепиано с оркестром № 1 Oр. 11 e-moll (1830)
- Концерт для фортепиано с оркестром № 2 Oр. 21 f-moll (1829)
- «Andante spianato» G-dur и следующий «Большой блестящий полонез» Es-dur Ор. 22 (1830—1834, версия с оркестром и для фортепиано соло)
- Соната для виолончели Op. 65 g-moll (1845—1846)
- Полонез для виолончели Op. 3 C-dur (1829)

### Мазурки (всего 59)
Произведения для фортепиано, называемые мазурками, были написаны Шопеном в период с 1825 по 1849 год.
- Op.6 — 4 мазурки: fis-moll, cis-moll, E-dur, es-moll (1830)
- Op.7 — 5 мазурок: B-dur, a-moll, f-moll, As-dur, C-dur (1830—1831)
- Op.17 — 4 мазурки: B-dur, e-moll, As-dur, a-moll (1832—1833)
- Op.24 — 4 мазурки: g-moll, C-dur, As-dur, b-moll
- Op.30 — 4 мазурки: c-moll, h-moll, Des-dur, cis-moll (1836—1837)
- Op.33 — 4 мазурки: gis-moll, D-dur, C-dur, h-moll (1837—1838)
- Op.41 — 4 мазурки: cis-moll, e-moll, H-dur, As-dur
- Op.50 — 3 мазурки: G-dur, As-dur, cis-moll (1841—1842)
- Op.56 — 3 мазурки: H-dur, C-dur, c-moll (1843)
- Op.59 — 3 мазурки: a-moll, As-dur, fis-moll (1845)
- Op.63 — 3 мазурки: H-dur, f-moll, cis-moll (1846)
- Op.67 — 4 мазурки: G-dur, g-moll, C-dur, № 4 a-moll 1846 (1848?)
- Op.68 — 4 мазурки: C-dur, a-moll, F-dur, № 4 f-moll (1849)

### Полонезы
Всего 20, в том числе:
- Op. 22 Большой блестящий полонез Es-dur (1830—1832)
- Op. 26 № 1 cis-moll; № 2 es-moll (1833—1835)
- Op. 40 № 1 A-dur (1838); № 2 c-moll (1836—1839)
- Op. 44 fis-moll (1840—1841)
- Op. 53 As-dur (Героический) (1842)
- Op. 61 As-dur, «Полонез-фантазия» (1845—1846)
- WoO. № 1 d-moll (1827); № 2 B-dur (1828); № 3 f-moll (1829)

### Ноктюрны (всего 21)

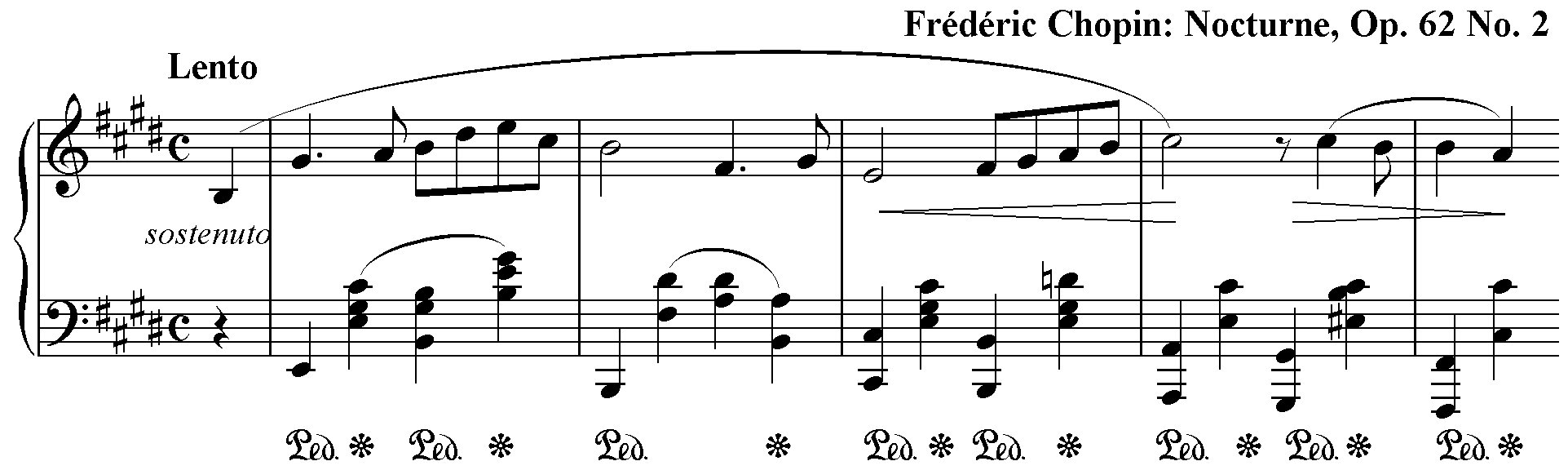
Начало «Ноктюрна» № 18 Фредерика Шопена Ми мажор, Op.62 № 2. Слушайте звуковой пример в формате MIDI: [//upload.wikimedia.org/wikipedia/commons/e/ee/Chopin-op62-no2-new.mid Первые такты].

- Op. 9 b-moll, Es-dur, H-dur (1829—1830)
- Op. 15 F-dur, Fis-dur (1830—1831), g-moll (1833)
- Op. 27 cis-moll, Des-dur (1834—1835)
- Op. 32 H-dur, As-dur (1836—1837)
- Op. 37 g-moll, G-dur (1839)
- Op. 48 c-moll, fis-moll (1841)
- Op. 55 f-moll, Es-dur (1843)
- Op. 62 № 1 H-dur, № 2 E-dur (1846)
- Op. 72 e-moll (1827)
- Op. posth. cis-moll (1830), c-moll

### Вальсы (всего 18)
- Op. 18 «Большой блестящий вальс» Es-dur (1831)
- Op. 34 № 1 «Блестящий вальс» As-dur (1835)
- Op. 34 № 2 a-moll (1831)
- Op. 34 № 3 «Блестящий вальс» F-dur
- Op. 42 «Большой вальс» As-dur
- Op. 64 № 1 Des-dur (1847)
- Op. 64 № 2 cis-moll (1846—1847)
- Op. 64 № 3 As-dur
- Op. 69 № 1 As-dur
- Op. 69 № 2 h-moll
- Op. 70 № 1 Ges-dur
- Op. 70 № 2 f-moll
- Op. 70 № 3 Des-dur
- Op. posth. e-moll, E-dur, As-dur, Es-dur
- «Безымянный вальс» a-moll (1830—1835)

### Сонаты (всего 3)
- Op. 4 № 1, c-moll (1828)

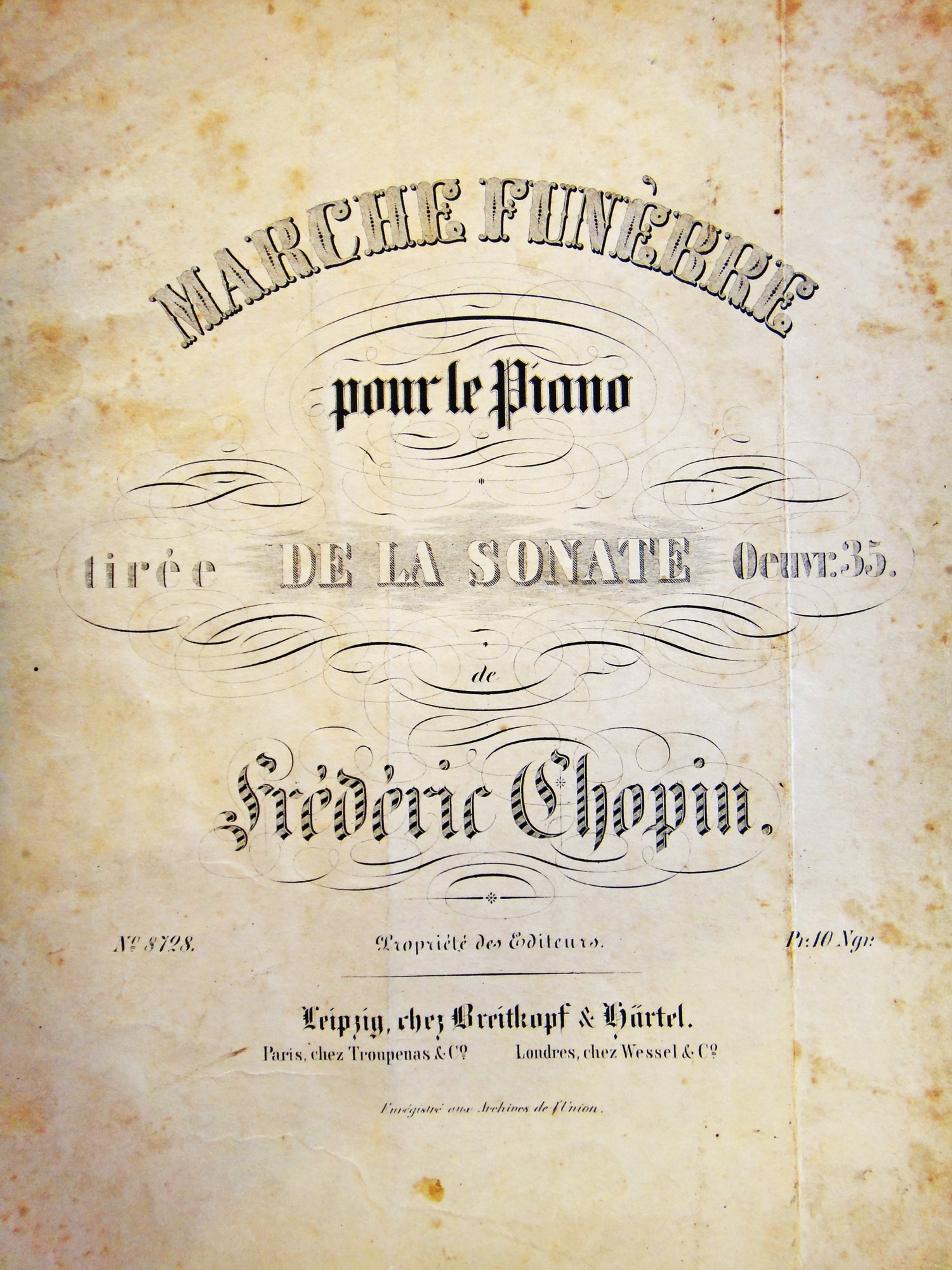
Нотная обложка Траурного (похоронного) марша Фредерика Шопена, выпущенного впервые как отдельное произведение под этим названием. Брейткопф и Гертель, Лейпциг, 1854 (печатная доска Breitkopf & Härtel № 8728)

- Op. 35 № 2 b-moll (1837—1839), включающая Траурный (похоронный) марш (3-я часть: Marche Funèbre)
- Oр. 58 № 3 h-moll (1844)

### Прелюдии
Всего 26:
- 24 прелюдии Op. 28 (1836—1839) — во всех мажорных и минорных тональностях
- Прелюдия cis-moll Op. 45 (1841)
- Прелюдия As-dur B. 86 (1834)

### Экспромты (всего 4)
- Op. 29 As-dur (около 1837)
- Op, 36 Fis-dur (1839)
- Op. 51 Ges-dur (1842)
- Op. 66 «Фантазия-экспромт» cis-moll (1834)

### Этюды (всего 27)
- Op. 10 C-dur, a-moll, E-dur, cis-moll, Ges-dur, es-moll, C-dur, F-dur, f-moll, As-dur, Es-dur, c-moll (1828—1832)
- Op. 25 As-dur, f-moll, F-dur, a-moll, e-moll, gis-moll, cis-moll, Des-dur, Ges-dur, h-moll, a-moll, c-moll (1831—1836)
- WoO f-moll, Des-dur, As-dur(1839)

### Скерцо (всего 4)
- Op. 20 h-moll (1831—1832)
- Op. 31 b-moll (1837)
- Op. 39 cis-moll (1838—1839)
- Op. 54 E-dur (1841—1842)

### Баллады (всего 4)
- Ор. 23 g-moll (1831—1835)
- Op. 38 F-dur (1836—1839)
- Op. 47 As-dur (1840—1841)
- Op. 52 f-moll (1842—1843)

### Другие
- Фантазия Op. 49 f-moll (1840—1841)
- Баркарола Op. 60 Fis-dur (1845—1846)
- Колыбельная Op. 57 Des-dur (1843)
- Концертное Allegro Op. 46 A-dur (1840—1841)
- Тарантелла Op. 43 As-dur (1843)
- Болеро Op. 19 C-dur (1833)
- Соната для виолончели и фортепиано Op. 65 g-moll
- Песни Op. 74 (всего 19)(1829—1847)
- Рондо (всего 4)

## Обработки и переложения музыки Шопена
- А. Глазунов. Шопениана, сюита (одноактный балет) из сочинений Ф. Шопена, соч. 46. (1907)
- Жан Франсе. Оркестровка 24-х Прелюдий Ф. Шопена (1969)
- С. Рахманинов. Вариации на тему Ф. Шопена, соч. 22 (1902—1903)
- М. А. Балакирев. Экспромт на темы двух прелюдий Шопена (1907)
- М. А. Балакирев. Переложение для фортепиано соло Романса (II части) из Концерта для фортепиано с оркестром e-moll Ф. Шопена (1910)
- М. А. Балакирев. Сюита для оркестра из сочинений Ф. Шопена (1908)
- Ф. Бузони. Девять вариаций на тему прелюдии Шопена до минор
- Ф. Момпу. Вариации на тему Ф. Шопена
- Ф. Лист. Транскрипции шести польских песен Шопена для фортепиано (Желание, Весна, Колечко, Пирушка, Моя баловница, Жених)
- А. Корто. Фортепианная транскрипция Largo из Сонаты для фортепиано и виолончели
- П. Мориа. Играй Шопена (Joue Chopin) 1970 год — сборник кавер-версий вальсов Шопена.

### Записи, сделанные на инструментах эпохи Шопена
- Алексей Любимов. Шопен, Бах, Моцарт, Бетховен. «На домашнем рояле Шопена». Записано на оригинальном рояле Плейель 1843 г.
- Кшиштов Княжек. Фридерик Шопен, Кароль Курпински. «Piano Concerto No.2 f-moll (solo version). Mazurkas, Ballade; Fugue & Coda B-du». Записано на реплике рояля Буххольца (варшавский рояль Шопена) от Пола Макналти
- Дина Йоффе. Фридерик Шопен. «Piano Concertos No. 1 & 2, version for one piano». Записано на оригинальных роялях Плейель 1848 г. и Эрар 1838 г.
- Вивиана Софроницкая, Сергей Истомин. Фредерик Шопен. «Complete works for cello and piano». Записано на репликах роялей Плейель 1830 г. и Граф 1819 г. от Пола Макналти
- Томаш Риттер. Фридерик Шопен. «Sonata in B Minor, Ballade in F minor, Polonaises, Mazurkas». Записано на оригинальных роялях Плейель 1842 г., Эрар 1837 г. и реплике рояля Буххольца от П.Макналти

## Память

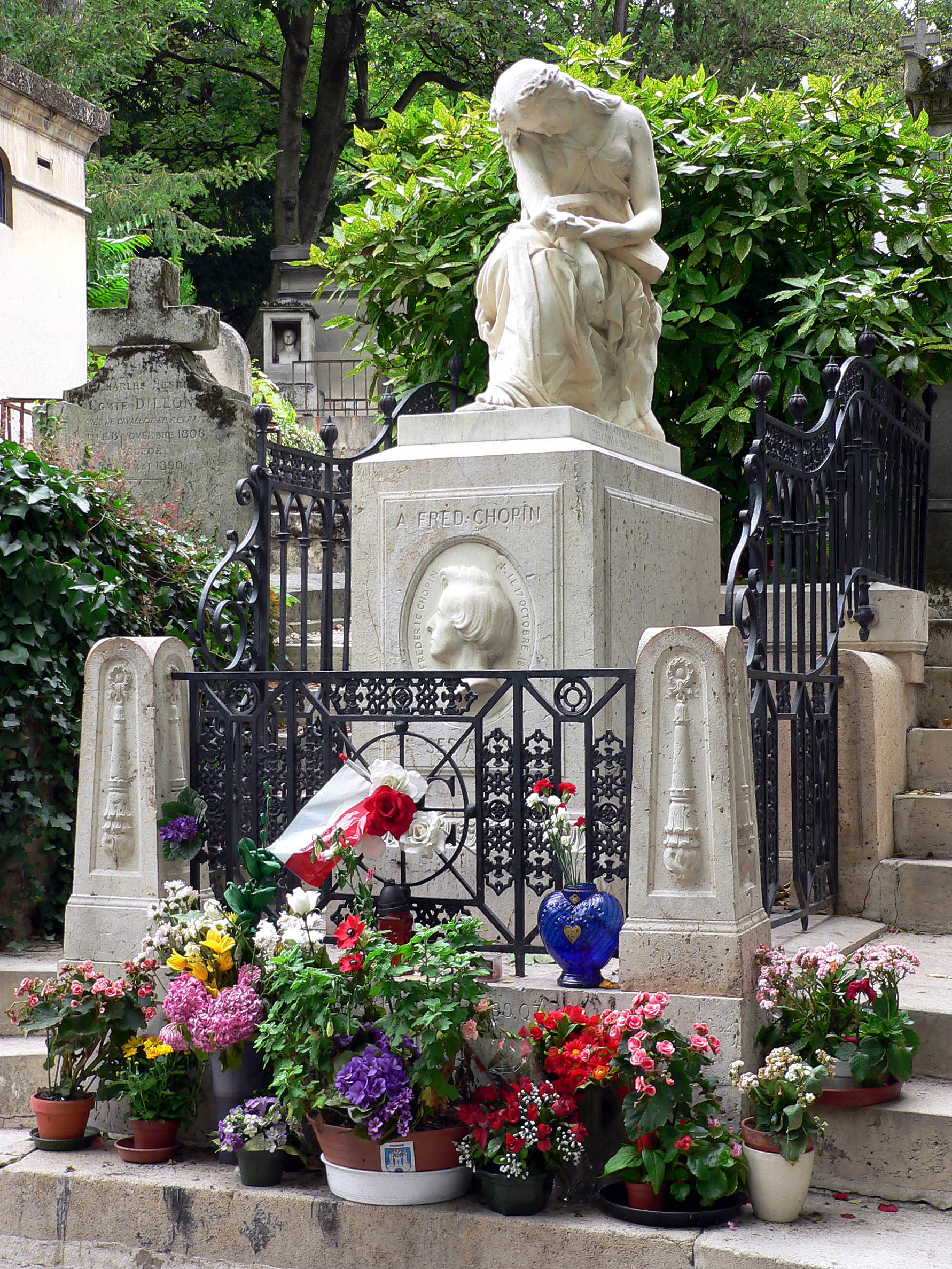
Эвтерпа, муза лирической поэзии и музыки на надгробном памятнике Шопена на кладбище Пер-Лашез в Париже (скульптор О. Клезингер, 1850)

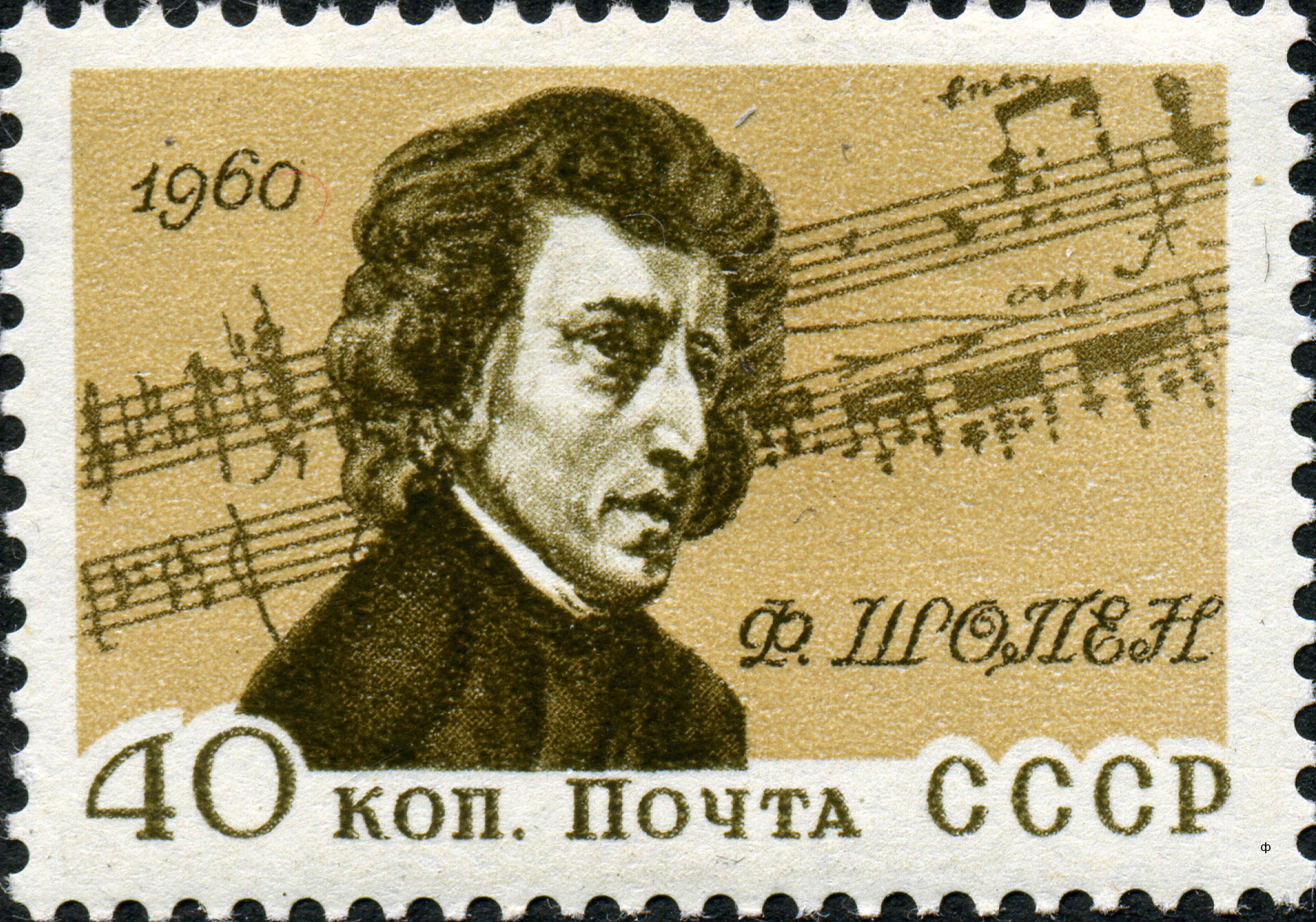
Почтовая марка СССР, 1960 год

Во многих городах Польши и мира установлены памятники в честь Шопена (в том числе в Варшаве, в Познани, в Желязовой-Воле, в Шанхае, в Тиране, также Кракове, Париже и др.).
Шопен является одним из основных композиторов в репертуаре многих пианистов; записи его произведений появляются в каталогах крупнейших звукозаписывающих компаний.
С 1927 года в Варшаве проводится Международный конкурс пианистов имени Шопена, среди его победителей были выдающиеся пианисты Лев Оборин, Яков Зак, Белла Давидович, Галина Черны-Стефаньска, Маурицио Поллини, Марта Аргерих.
- В 1934 году в Варшаве был основан университет имени Шопена, который впоследствии был преобразован в Общество имени Шопена. Обществом неоднократно издавались произведения Шопена и статьи о его творчестве[65].
- В 1949—1962 годах польским музыковедом Людвиком Бронарским было опубликовано полное собрание сочинений Шопена — «Fr. Chopin, Dzieła wszystkie», PWM, Kraków[66].
- В 1960 году была выпущена почтовая марка СССР, посвящённая Шопену.
- В 1982 году в ПНР выпущена банкнота номиналом 5000 злотых с портретом композитора и нотной записью полонеза.
- В 1998 году Московское государственное училище (ныне — колледж) музыкального исполнительства, а в 2011 году и Иркутский музыкальный колледж стали носить имя Ф. Шопена.
- В 2001 году аэропорту Окенче в Варшаве было присвоено имя Фредерика Шопена[67].
- К 200-летию со дня рождения (2010 год):
  - Постановлением Сейма Польши 2010 год объявлен Годом Шопена[68].
  - 1 марта 2010 в Варшаве после реконструкции и модернизации был открыт музей Фредерика Шопена.
  - в Варшаве было установлено 15 «музыкальных» скамеек — если присесть на скамью и нажать на кнопку — музыкальный автомат воспроизведет фрагмент произведения композитора (каждая из таких лавочек сыграет свой фрагмент: например, скамейка возле Дворца Радзивиллов — РОНДО, а находящаяся недалеко, возле Костела сестер визиток, — LARGO). Их место расположения были выбраны не случайно — каждое из них связано с жизнью великого маэстро и кроме музыкального сопровождения на «Скамейках Шопена» есть информация о связи этого места с Шопеном. 14 скамеек установлены в Старом Городе, а 15, финальная, — в парке перед памятником Шопена. Они были представлены как новый прогулочный маршрут — «Скамейки Шопена».[69]
  - 2 декабря 2010 года в Астане, в Казахском Национальном университете искусств, посольством Польши в честь Года Шопена открыт концертный зал имени Фредерика Шопена[70], а «Казпочта» выпустила памятную почтовую марку, посвящённую 200-летию Фредерика Шопена.
  - в Бишкеке (Кыргызстан) установлена памятная доска и названа улица в честь Фредерика Шопена.
  - в честь 200-летия композитора российский пианист Рэм Урасин исполнил все произведения Шопена в цикле из 11 концертов[71].
- В 2018 году в Варшаве впервые был проведён Международный конкурс имени Шопена на исторических фортепиано.
- В честь Шопена назван кратер на Меркурии[72].